# Chroesthes
Chroesthes là chi thực vật có hoa trong họ Acanthaceae.